# 提摩西·哈里斯
提摩西·西爾維斯特·哈里斯（英語：Timothy Sylvester Harris；1964年12月6日—），是一名聖克里斯多福及尼維斯政治人物、人民勞工黨黨員，曾在2001年至2008年擔任外交部長；2008年至2010年擔任財務部長；2010年至2013年擔任國際貿易工業、商業消費事務部長和農漁業與住房部長。
2013年遭登齊爾·道格拉斯開除職位後，他自立人民勞工黨。2015年2月18日他成功籌組聯合政府，出任圣基茨和尼维斯总理，2020年勝選續任。
2022年中，更大的執政拍檔人民行動黨和關注公民運動要求哈里斯辭任總理，後者拒絕，反辭退兩黨所有閣員。聯合政府因而解散，兩黨遂計劃對他提出不信任動議。哈里斯先發制人，提請總督塔普利·西頓解散國會、觸發提早大選。在大選中，他保住了議席，但喪失執政權予圣基茨和尼维斯工党。